# Reinhold Häussermann
Reinhold Häussermann (* 10. Februar 1884 in Stuttgart; † 4. April 1947 in Wien) war ein deutsch-österreichischer Theater- und Filmschauspieler.

## Leben
Reinhold Häussermann begann seine Karriere beim Theater im Alter von 18 Jahren. 1902 stand er in Ulm erstmals auf der Theaterbühne, ehe er ein Jahr später, im Jahr 1903, ein Engagement an einem Theater in Mülhausen im damaligen Reichsland Elsaß-Lothringen bekam. In den kommenden Jahren wirkte Häussermann an zahlreichen deutschen Bühnen, darunter in Krefeld, Erfurt und Hannover. Von 1912 bis 1914 stand er am Berliner Lustspielhaus auf der Bühne. Mit Unterstützung des österreichischen Schauspielers Hugo Thimig bekam Häussermann 1915 eine Anstellung am Burgtheater in Wien.
Neben seiner Arbeit am Theater wurde Häussermann aber auch für Regisseure des neuen Mediums Film interessant. 1919 stand er in der Komödie Seine Durchlaucht der Landstreicher an der Seite des späteren Oscar-Preisträgers Joseph Schildkraut vor der Kamera. 1924 war er in Die Sklavenkönigin von Michael Curtiz zu sehen. Bis 1940 wirkte er auf diese Weise in 21, zum größten Teil österreichischen Produktionen, mit; sein letzter Auftritt vor der Kamera war Der Postmeister an der Seite von Heinrich George.
1947, kurz vor seinem Tod, im Alter von 63 Jahren, wurde er in den Rang eines Kammerschauspielers erhoben.
Sein Sohn war der Schauspieler Ernst Haeusserman, seine Schwiegertochter die Schauspielerin Susi Nicoletti.
Sie wurden so wie er auf dem Döblinger Friedhof in Wien (Gruppe 37, Reihe 1, Nummer 24) beerdigt.
Im Jahr 1977 wurde in Wien-Landstraße (3. Bezirk) der Haeussermannweg nach ihm und seinem Sohn Ernst Haeusserman benannt.

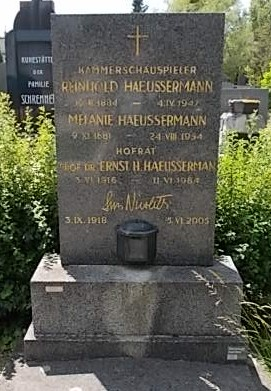
Grabstätte von Reinhold Haeusserman

## Filmografie
- 1919: Seine Durchlaucht der Landstreicher
- 1920: Durch die Quartiere des Elends und Verbrechens
- 1922: Herren der Meere
- 1922: Flora mystica
- 1922: Seine Exzellenz
- 1924: Die Sklavenkönigin
- 1924: Ssanin
- 1925: Der Fluch
- 1926: Die dritte Eskadron
- 1928: Modellhaus Crevette
- 1929: Die verschwundene Frau
- 1931: Purpur und Waschblau
- 1932: Der Prinz von Arkadien
- 1934: Ein Stern fällt vom Himmel
- 1936: Die Leuchter des Kaisers
- 1936: Konfetti (Confetti)
- 1937: Der Mann, von dem man spricht
- 1938: Konzert in Tirol
- 1939: Ich bin Sebastian Ott
- 1939: Anton, der Letzte
- 1939: Mutterliebe
- 1940: Der Postmeister